# Drama in Bahama
Drama in Bahama  ("Dramma alle Bahamas") è il soprannome affibbiato a un incontro di pugilato tra Muhammad Ali e Trevor Berbick, combattuto su dieci round l'11 dicembre 1981 a Nassau (capitale delle Bahamas).
Ali aveva 39 anni all'epoca, ed era ormai a fine carriera, mentre Berbick ne aveva 27. L'incontro fu vinto da Berbick ai punti per decisione unanime. Questo fu l'ultimo match di Ali.

## Antefatto
Prima del match, Ali dichiarò di essere stato ritenuto perfettamente idoneo al combattimento persino dai "migliori dottori bianchi". Nondimeno, Nassau nelle Bahamas, fu scelta come sede del match perché nessuno Stato americano avrebbe rilasciato la licenza da pugile a Muhammad Ali dopo la sua performance contro Larry Holmes.
Il promoter del match fu James Cornelius, un ex galeotto che aveva legami con la Nation of Islam. Tuttavia, sorse un problema quando si seppe che Don King aveva fatto firmare a Berbick un accordo in esclusiva per tre incontri. Quando King si presentò a Nassau chiedendo la sua "fetta" dei profitti, fu picchiato da due amici di Cornelius.

## Contesto
Il peso di Ali prima del match era di 107 kg o 236 libbre (mentre il suo peso forma era 97 kg o 214 libbre). Un reporter arrivò a descriverlo una sorta di "omino Michelin". Le vendite dei biglietti andarono a rilento, tanto che verso la fine, furono svenduti a prezzi stracciati. Alla fine, il pubblico fu di 7 500 persone circa. Il match si tenne nel Queen Elizabeth Sports Centre, all'epoca ancora in fase di completamento. A causa della scarsità di biglietti venduti, Berbick pretese di essere pagato in anticipo. Anche per questo motivo, l'incontro iniziò con due ore di ritardo.

## L'incontro
Nei primi round Ali cercò di mettere a segno alcune combinazioni, ma queste risultarono inefficaci e Ali fu costretto alle corde. Nel quinto round, Ali mise a segno alcuni solidi jab e una buona combinazione destro-sinistro-destro su Berbick, ma giunto al sesto round era già stanco e iniziò a subire colpi. Nell'ultimo round, Ali era ormai completamente esausto. Il giornalista sportivo Hugh McIlvanney, che assistette al match, scrisse: 
In questo combattimento Ali apparve molto lento nei movimenti e il suo allenatore Angelo Dundee notò che parlava più lentamente del solito: erano i primi sintomi della Sindrome di Parkinson. Al termine dei dieci round del match, la vittoria andò a Berbick ai punti per decisione unanime dei giudici.

### Arbitro e giudici
- Arbitro: Zach Clayton
- Giudice: Alonzo Butler 97-94
- Giudice: Jay Edson 99-94
- Giudice: Clyde Gray 99-94

## Il programma
Gli altri match della serata, oltre al main event Ali vs. Berbick, furono Thomas Hearns vs. Ernie Singletary, Greg Page vs. Scott LeDoux, Earnie Shavers vs. Jeff Sims, Eddie Mustafa Muhammad vs. Michael Hardin, e Pete McIntyre vs. Mike Fisher.
Ali disse che avrebbe voluto sfidare il campione WBA dei pesi massimi Mike Weaver. Egli dichiarò che avrebbe prima battuto "facile" Berbick, per poi combattere e sconfiggere Weaver, e infine ritirarsi dal ring: «Battere Weaver a 40 anni ed essere campione per la quarta volta e poi ritirarsi può andare bene». Berbick arrivò all'incontro come campione in carica dei pesi massimi Canadian e Commonwealth, oltre che quarto nel ranking come contendente al titolo WBA.
Secondo Sports Illustrated, il compenso di Ali fu di 1 milione di dollari mentre a Berbick andarono 350 000 dollari.

## Diffusione
L'evento non fu trasmesso in pay-per-view; e nessun network statunitense fece un'offerta per i diritti. Comunque, il canale via cavo ONTV trasmise l'incontro, che venne sicuramente teletrasmesso almeno nella zona di Cincinnati, Ohio.
Nel 1997 il match fu distribuito in VHS con il titolo Muhammad Ali vs. Trevor Berbick - The Last Hurrah - Drama in Bahama. Erano inclusi l'incontro integrale, una conferenza stampa pre-match, e interviste varie. Nel 2002 è uscito anche in formato DVD.

## Stato di salute di Ali
A seguito della sconfitta per TKO contro Larry Holmes rimediata il 2 ottobre 1980, Ali dichiarò: «Ritornerò!». Tuttavia, nell'ambiente della boxe c'erano grandi perplessità e preoccupazione circa lo stato di salute di Ali e le sue abilità da pugile che sembravano in forte deterioramento. Come risultato, egli fece molta fatica a ottenere nuovamente la licenza da pugile per combattere, riuscendoci solo nell'agosto 1981 in Carolina del Sud.